# Rumunská nová vlna

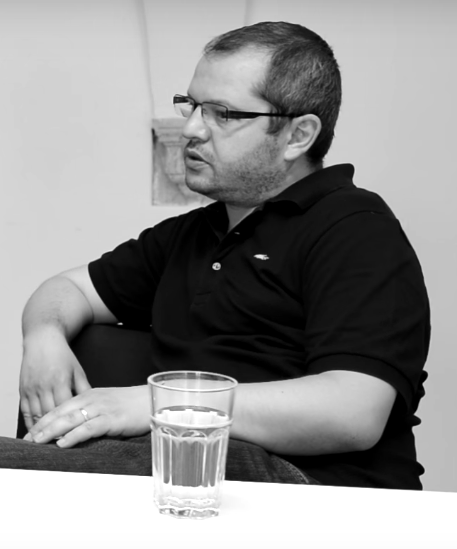
Corneliu Porumboiu

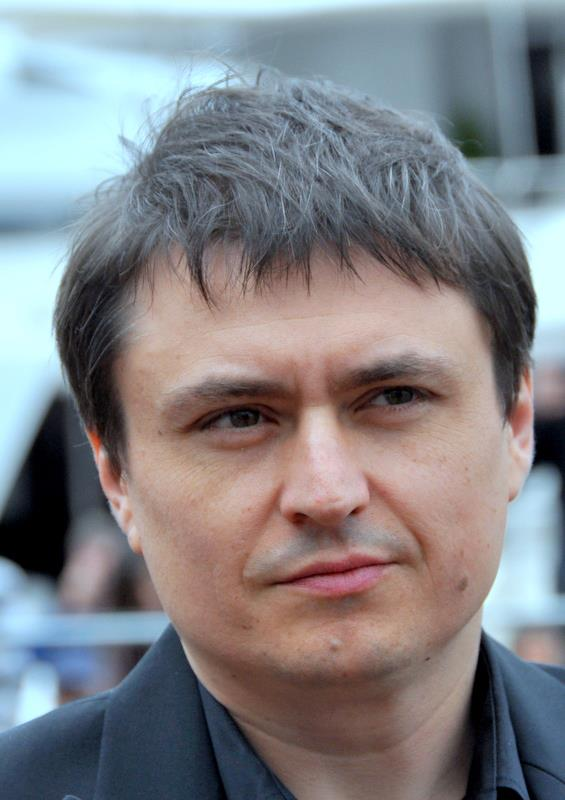
Cristian Mungiu

Rumunská nová vlna (rumunsky Noul val românesc) je pojem, kterým filmoví kritici a teoretici označují generaci rumunských filmových režisérů a scenáristů tvořících především mezi léty 2005–2018. Jejich tvorba se z velké většiny vyznačuje akcentem sociálních problémů, minimalistickým filmovým zpracováním a silnými dramatickými situacemi. Mezi autory obecně přijímané za představitele rumunské nové vlny patří Cristi Puiu, Cristian Mungiu, Corneliu Porumboiu, Cătălin Mitulescu, Cristian Nemescu, Radu Jude, Radu Muntean, Călin Peter Netzer a další. 

## Původ

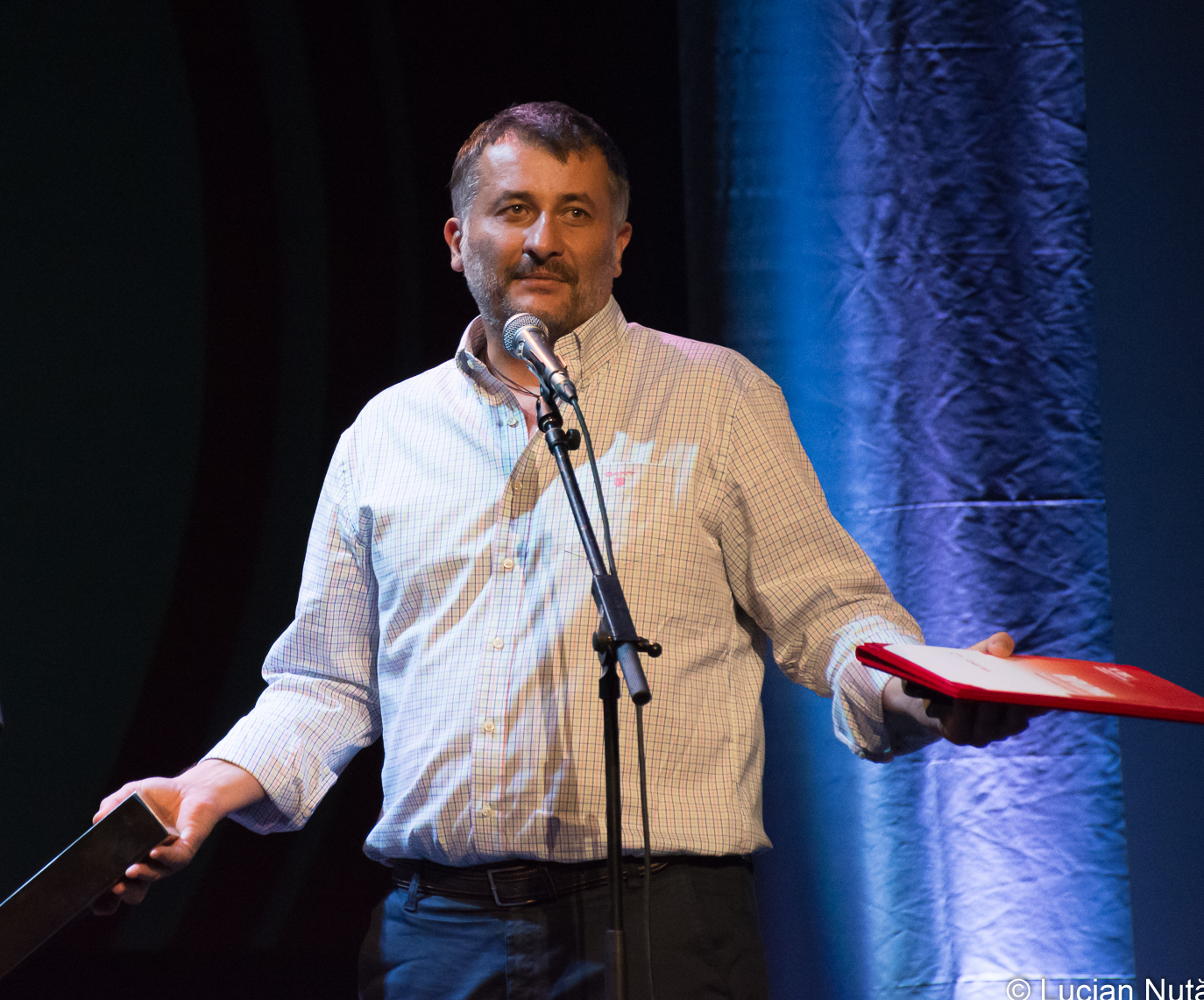
Režisér snímku Smrt pana Lazarescu Cristi Puiu

Po pádu režimu Nicolae Ceaușescu v prosinci 1989 nově nabytá svoboda a demokracie přinesly eskalaci léta potlačovaných společenských, ekonomických, etnických a národnostních problémů rumunských obyvatel, což mělo za následek postupný ekonomický pád země, jež se nevyhnul ani rumunské kinematografii. Postupný úbytek kin a návštěvnosti vyvrcholil filmovou krizí v roce 2000, kdy v Rumunsku nevznikl ani jeden celovečerní hraný film. Již následující rok však natočil Cristi Puiu svůj celovečerní debut Zboží nebo peníze (Marfa si Banii, 2001), který se dostal na mezinárodní filmové festivaly. 1. května 2001 proběhla jeho premiéra v nezávislé sekci Filmového festivalu v Cannes Quinzaine des réalisateurs (v tzv. Patnáctce režisérů).
Další úspěch představoval filmový debut Cristiana Mungia Západ (Occident, 2002), který byl uveden na prestižních filmových festivalech v čele s francouzským Cannes a o dva roky později uspěl na témže festivalu Cătălin Mitulescu se svým filmem Provoz (Trafic, 2004), za který si odnesl ocenění pro nejlepší krátký film. V roce 2005 vyhrál další celovečerní film Cristiho Puia Smrt pana Lazarescu (Moartea domnului Lăzărescu, 2005) prestižní kategorii Un Certain Regard. Zhruba v téže době dochází ke změně diskurzu psaní o rumunském filmu a o hlubším zájmu o tehdejší rumunskou kinematografii. Od roku 2004 neproběhl jediný ročník festivalu v Cannes bez přítomnosti alespoň jednoho rumunského zástupce. Filmy mladé generace rumunských režisérů začaly být přijímány s velkým očekáváním, mnohé z nich pokračovaly ve vítězné tendenci a získávaly ceny, které patří ve filmovém světě k nejprestižnějším: v roce 2006 získal Corneliu Porumboiu Zlatou kameru za film 12:08 Na východ od Bukurešti (A fost sau n-a fost?, 2006), Cristian Nemescu obdržel v roce 2007 Un Certain Regard za film California Dreamin‘ (California Dreamin‘, 2007), v tentýž rok získal Cristian Mungiu cenu nejvýznamnější, Zlatou palmu za film 4 měsíce, 3 týdny a 2 dny (4 luni, 3 săptămâni și 2 zile).

## Hlavní rysy
Filmy zařaditelné do rumunské nové vlny mnohdy sdílejí strohý, realistický a často minimalistický přístup, což se u některých z nich nevylučuje s přítomností černého humoru. Jedním z důležitých témat je zkoumání svobody a odolnosti, ať v příbězích zasazených do 80. let během Ceașescova režimu (4 měsíce, 3 týdny a 2 dny r. Cristian Mungiu 2007, Papír bude modrý r. Radu Muntean 2006, Jak jsem strávil konec světa r. Cătălin Mitulescu 2006 nebo Amintiri din epoca de aur r. Cristian Mungiu (část)) nebo do soudobého Rumunska, které se potýká s přechodem k demokracii a volnému trhu (Smrt pana Lazarescu r. Cristi Puiu 2005 nebo California dreamin r. Cristian Nemescu 2007)
Rumunská nová vlna se nevyznačuje žádným programem ani manifestem a někteří z autorů, kteří jsou považováni za její členy, ani nesouhlasí se souhrnným označením pro toto období rumunské filmové tvorby. Nejostřeji z nich Cristi Puiu, podle něhož tento pojem parazituje na věhlasu francouzské nouvelle vague.

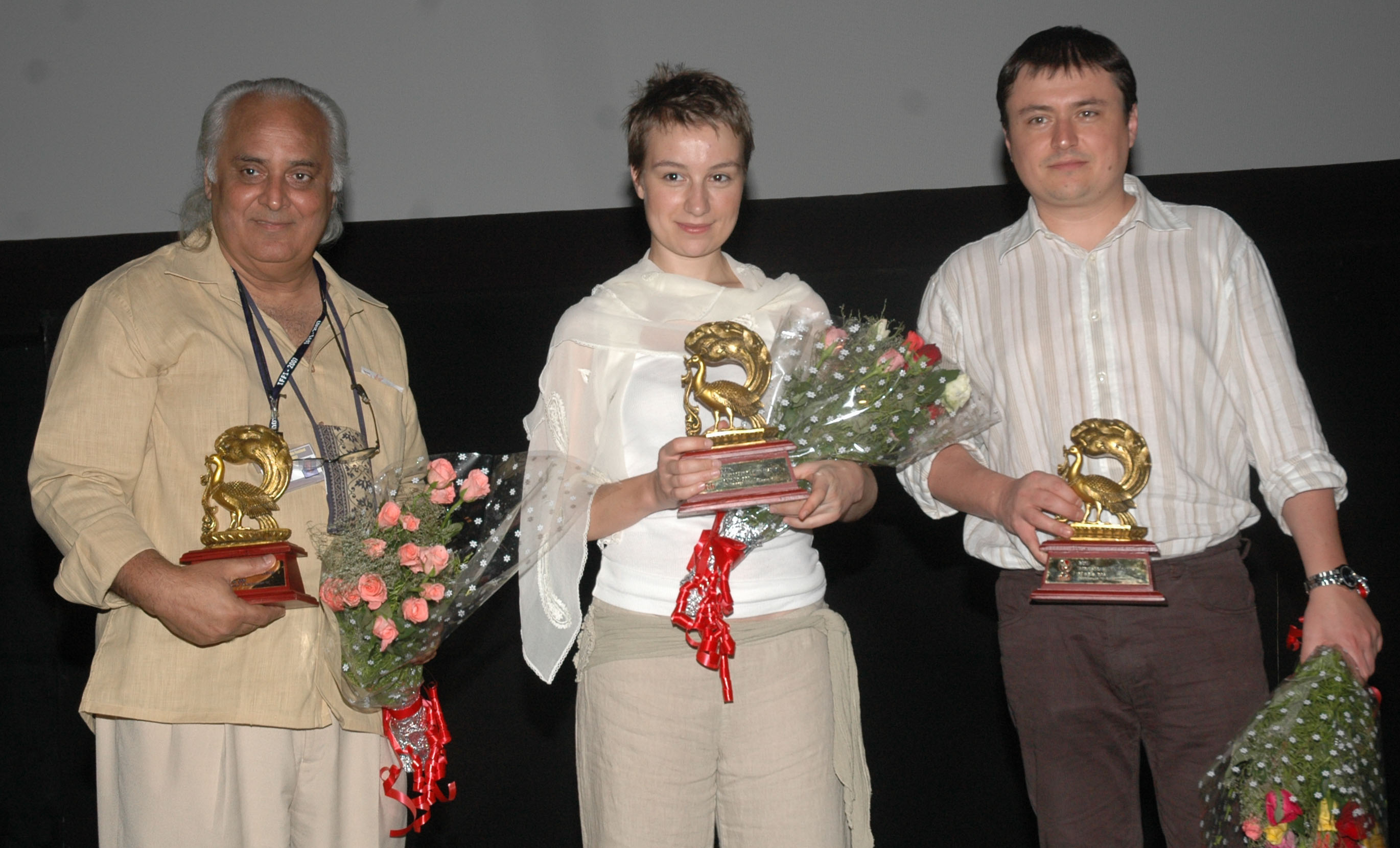
Režisér filmu 4 měsíce, 3 týdny a 2 dny Cristian Mungiu spolu se svými spolupracovníky na předávání ocenění na festivalu v Cannes.

V současnosti (2020) nepanuje shoda, zda rumunská nová vlna skončila, či stále pokračuje.

## Ocenění
Přehled filmů tvůrců rumunské nové vlny úspěšných na prestižních mezinárodních festivalech.
Legenda:
|  | Nejlepší hraný film                           |
|  | Nejlepší krátký film nebo druhý nejlepší film |
|  | Nejlepší režie                                |

| Režisér               | Název | Rok  | Země                  | Ocenění |
| --------------------- | --- | ---- | --------------------- | --- |
| Cristi Puiu           | Cigarety a káva Un cartuș de Kent și un pachet de cafea                                                    | 2004 | Německo               | Zlatý medvěd za krátkometrážní film (Berlínský mezinárodní filmový festival)                                                            |
| Cătălin Mitulescu     | Provoz Trafic                                                                                              | 2004 | Francie               | Zlatá palma za krátkometrážní snímek (Filmový festival v Cannes)                                                                        |
| Corneliu Porumboiu    | Cesta do města Călătorie la oraș                                                                           | 2004 | Francie               | Druhá cena Cinéfondation (Filmový festival v Cannes)                                                                                    |
| Cristi Puiu           | Smrt pana Lazaresca Moartea Domnului Lăzărescu                                                             | 2005 | Francie               | Cena Un Certain Regard (Filmový festival v Cannes)                                                                                      |
| Cătălin Mitulescu     | Jak jsem strávil konec světa Cum mi-am petrecut sfârșitul lumii                                            | 2006 | Francie               | Nejlepší herečka – Un Certain Regard (Filmový festival v Cannes)                                                                        |
| Corneliu Porumboiu    | 12:08 na východ od Bukurešti A fost sau n-a fost?                                                          | 2006 | Francie               | Zlatá kamera (Filmový festival v Cannes)                                                                                                |
| Cristian Mungiu       | 4 měsíce, 3 týdny a 2 dny 4 luni, 3 săptămâni și 2 zile                                                    | 2007 | Francie               | Zlatá palma (Filmový festival v Cannes)                                                                                                 |
| Cristian Nemescu      | California Dreamin' (Bez konce) California Dreamin’ (nesfârșit)                                            | 2007 | Francie               | Cena Un Certain Regard (Filmový festival v Cannes)                                                                                      |
| Adrian Sitaru         | Propadlý Pescuit sportiv                                                                                   | 2008 | USA                   | Vítěz sekce New Voices/New Vision (Mezinárodní filmový festival v Palm Springs)                                                         |
| Bogdan Mustață        | Prima den na koupání O zi bună de plajă                                                                    | 2008 | Německo               | Zlatý medvěd za krátkometrážní film (Berlínský mezinárodní filmový festival)                                                            |
| Marian Crișan         | Megatron                                                                                                   | 2008 | Francie               | Zlatá palma za krátkometrážní snímek (Filmový festival v Cannes)                                                                        |
| Radu Jude             | Nejšťastnější dívka na světě Cea mai fericită fată din lume                                                | 2009 | Německo               | Cena CICAE (Berlínský mezinárodní filmový festival)                                                                                     |
| Corneliu Porumboiu    | Policejní, adjektivum Polițist, Adjectiv                                                                   | 2009 | Francie               | Cena poroty – Un Certain Regard (Filmový festival v Cannes)                                                                             |
| Florin Șerban         | Když chci, tak písknu Eu când vreau să fluier, fluier                                                      | 2010 | Německo               | Stříbrný medvěd – velká cena poroty (Berlínský mezinárodní filmový festival)                                                            |
| Cristi Puiu           | Aurora | 2010 | Česko                 | Cena Na východ od Západu (Mezinárodní filmový festival Karlovy Vary)                                                                    |
| Marian Crișan         | Zítra Morgen                                                                                               | 2010 | Švýcarsko             | Zvláštní ocenění poroty (Mezinárodní filmový festival v Locarnu)                                                                        |
| Bogdan George Apetri  | Periferic                                                                                                  | 2010 | Polsko                | Cena FIPRESCI (Varšavský mezinárodní filmový festival)                                                                                  |
| Radu Muntean          | Úterý po Vánocích Marți, după Crăciun                                                                      | 2010 | Argentina             | Nejlepší herečka (Mezinárodní filmový festival Mar del Plata)                                                                           |
| Adrian Sitaru         | Nejlepší úmysly Din dragoste cu cele mai bune intenții                                                     | 2011 | Švýcarsko             | Stříbrný leopard za nejlepší režii (Mezinárodní filmový festival v Locarnu)                                                             |
| Cristian Mungiu       | Na druhé straně kopců După dealuri                                                                         | 2012 | Argentina · Francie   | Zlatý Astor za nejlepší film (Mezinárodní filmový festival Mar del Plata) Nejlepší herečka, Nejlepší scénář (Filmový festival v Cannes) |
| Călin Peter Netzer    | Pozice dítěte Poziția copilului                                                                            | 2013 | Německo               | Zlatý Medvěd za nejlepší film (Berlínský mezinárodní filmový festival)                                                                  |
| Tudor Cristian Jurgiu | V akváriu În acvariu                                                                                       | 2013 | Francie               | Třetí cena Cinéfondation (Filmový festival v Cannes)                                                                                    |
| Radu Jude             | Aferim! | 2015 | Německo               | Stříbrný medvěd za nejlepší režii (Berlínský mezinárodní filmový festival)                                                              |
| Corneliu Porumboiu    | Poklad Comoara                                                                                             | 2015 | Francie               | Un Certain Talent – Un Certain Regard (Filmový festival v Cannes)                                                                       |
| Florin Șerban         | Box | 2015 | Česko                 | Cena FIPRESCI (Mezinárodní filmový festival Karlovy Vary)                                                                               |
| Bogdan Mirică         | Psi Câini                                                                                                  | 2016 | Francie               | Cena FIPRESCI – Un Certain Regard (Filmový festival v Cannes)                                                                           |
| Cristian Mungiu       | Zkouška dospělosti Bacalaureat                                                                             | 2016 | Francie               | Nejlepší režie (Filmový festival v Cannes)                                                                                              |
| Cristi Puiu           | Sieranevada                                                                                                | 2016 | USA                   | Zlatý Hugo, Stříbrný Hugo (Mezinárodní filmový festival v Chicagu)                                                                      |
| Radu Jude             | Zjizvená srdce Inimi cicatrizate                                                                           | 2016 | Švýcarsko · Argentina | Zvláštní ocenění poroty (Mezinárodní filmový festival v Locarnu) Nejlepší režie (Mezinárodní filmový festival Mar del Plata)            |
| Călin Peter Netzer    | Ana, má láska Ana, mon amour                                                                               | 2017 | Německo               | Stříbrný medvěd – Cena za mimořádný umělecký výkon (Berlínský mezinárodní filmový festival)                                             |
| Adina Pintilie        | Touch Me Not Nu mă atinge-mă                                                                               | 2018 | Německo               | Zlatý Medvěd za nejlepší film (Berlínský mezinárodní filmový festival)                                                                  |
| Radu Jude             | Je mi jedno, že se zapíšeme do dějin jako barbaři Îmi este indiferent dacă în istorie vom intra ca barbari | 2018 | Česko                 | Křišťálový glóbus (Mezinárodní filmový festival Karlovy Vary)                                                                           |
| Cristi Puiu           | Malmkrog                                                                                                   | 2020 | Německo               | Nejlepší režie – sekce Encounters (Berlínský mezinárodní filmový festival)                                                              |